# Carex thurberi
Carex thurberi là một loài thực vật có hoa trong họ Cói. Loài này được Dewey ex Torr. mô tả khoa học đầu tiên năm 1858.